# Luck (thị trấn), Wisconsin
Luck là một thị trấn thuộc quận Polk, tiểu bang Wisconsin, Hoa Kỳ. Năm 2010, dân số của thị trấn này là 896 người.